# 愛知県立半田工科高等学校
愛知県立半田工科高等学校（あいちけんりつ はんだこうかこうとうがっこう）は、愛知県半田市柊町にある県立高等学校である。知多半島唯一の工科高校。

## 沿革
- 1963年（昭和38年）4月1日 - 開校。
- 2021年（令和3年）4月 - 半田工科高等学校に校名変更[1]。電子機械科をロボット工学科と機械科に分離、建築科を建築デザイン科に、土木科を都市工学科に改称。

## 学校行事

### 前期
- 4月 - 入学式、始業式、体力テスト、実力テスト
- 5月 - 各種競技会
- 6月 - 体育祭
- 7月 - 終業式
- 8月 - 中学生体験入学
- 9月 - 始業式

### 後期
- 11月 - 文化発表会
- 12月 - 終業式
- 1月 - 始業式、修学旅行（2年）
- 2月 - スキー実習（2年）、課題研究成果発表会
- 3月 - 卒業式、スポーツ大会

## 部活動

### 運動部
- 野球（硬式）
- バスケットボール
- サッカー
- 弓道
- バレーボール
- ハンドボール
- 陸上
- 剣道
- 柔道
- 水泳
- テニス（硬式）
- 空手
- 山岳

### 文化部
- 写真
- 都市工学
- 将棋
- ロボット工学
- 自然科学
- 機械
- 電気
- 音楽

## 交通
- 名鉄河和線 住吉町駅から徒歩で約15分～20分。

## 主な卒業生
- ナガオカケンメイ - デザイナー